# Region Hannover
 For alternative betydninger, se Hannover (flertydig). (Se også artikler, som begynder med Hannover)
Region Hannover  1. november 2001, ved en fusion mellem den tidligere Landkreis Hannover og den kreisfrei by Hannover. Samtidig blev Landkreis Hannover og kommunesamarbejdet Großraum Hannover nedlagt. Region Hannover, der ligger i den tyske delstat Niedersachsen,  overtog opgaverne fra det daværende regierungsbezirk Hannover.

## Geografi
Region Hannover ligger sydligt i det centrale Niedersachsen og grænser mod vest landkreisene Schaumburg og Nienburg/Weser, i nord til landkreisene Soltau-Fallingbostel og Celle, mod øst til landkreisene Gifhorn og Peine og i syd til landkreisene Hildesheim og Hameln-Pyrmont.
Befolkningsmæssigt er Hannover den største by, og arealmæssigt er  Neustadt am Rübenberge den største i  Region Hannover.
Region Hannover er en del af Metropolregion Hannover-Braunschweig-Göttingen.
Region ligger i overgangsområdet mellem landskabet Lüneburger Heide og Mittelgebirge. I vest ligger Steinhuder Meer der er den største sø i Niedersachsen, i sydvest landskabet Calenberger Land og højdedraget Deister.

## Virksomheder og infrastruktur
I Region Hannover har  forskellige store firmaer deres hovedsæde f.eks. AWD, Bahlsen, Continental AG-Reifenindustrie, Deutsche Messe AG, Hanomag, KKH, KIND Hörgeräte, Konica Minolta, MTU Aero Engines, NORD/LB, Rossmann, Sennheiser, Talanx, TUI, VARTA, Volkswagen Nutzfahrzeuge. 

### Trafik
I Hannover krydser i Motorvejskryds Hannover Ost den øst-vestgående A 2 og den nord-sydgående A 7 hinanden, der er nogle af de vigtigste motorveje i Tyskland, hinanden. Der Hannover hovedbanegård mødes jernbanelinjerne Hamburg-Kassel og Hamm-Berlin. Via Mittellandkanalen har Hannover via andre kanaler, skibsforbindelse med Ruhrområdet, Hamburg og Berlin. 
Nærtrafikken i Region Hannover betjenes af selskabet Großraum-Verkehr Hannover der driver S-Bahn Hannover og Stadtbahn Hannover.
På et tidligere mine- og bjergværksområde i bydelen Wehmingen ved byen Sehnde sydøst for Hannover ligger det private og foreningsdrevne Hannoversches Straßenbahn-Museum med overvejende tyske sporvogne suppleret med enkelte udenlandske vogne, arbejdskøretøjer og beslægtede køretøjer.

## Byer og kommuner
Kreisen havde 1157624  indbyggere pr.  2018-12-31

| 1. Barsinghausen, by (34234) 2. Burgdorf, by (30699) 3. Burgwedel, by (20369) 4. Garbsen, by (60754) 5. Gehrden, by (14864) 6. Hannover, Administrationsby og delstatshovedstad (538068) 7. Hemmingen, by (18998) 8. Isernhagen (24409) 9. Laatzen, by (41422) 10. Langenhagen, by (54244) | 1. Lehrte, by (43999) 2. Neustadt am Rübenberge, by (44282) 3. Pattensen, by (14636) 4. Ronnenberg, by (24347) 5. Seelze, by (34442) 6. Sehnde, by (23389) 7. Springe, by (28951) 8. Uetze (20280) 9. Wedemark (29647) 10. Wennigsen (Deister) (13996) 11. Wunstorf, by (41594) |  |